# Phyllomyias burmeisteri
A Phyllomyias burmeisteri a madarak (Aves) osztályának verébalakúak (Passeriformes) rendjébe és a királygébicsfélék (Tyrannidae) családjába tartozó faj.

## Rendszerezése
A fajt Jean Cabanis és Ferdinand Heine német ornitológusok írták le 1859-ben. Egyes szervezetek a Tyranniscus nembe sorolják Tyranniscus burmeisteri néven.

## Alfajai
- Phyllomyias burmeisteri bunites (Wetmore & W. H. Phelps Jr, 1956)
- Phyllomyias burmeisteri burmeisteri Cabanis & Heine, 1859
- Phyllomyias burmeisteri leucogonys (P. L. Sclater & Salvin, 1871)
- Phyllomyias burmeisteri viridiceps (Zimmer & W. H. Phelps, 1944)
- Phyllomyias burmeisteri wetmorei (Aveledo & Pons, 1953)
- Phyllomyias burmeisteri zeledoni (Lawrence, 1869)[1]

## Előfordulása
Dél-Amerikában, Argentína, Bolívia, Brazília és Paraguay területén honos. Természetes élőhelyei a szubtrópusi és trópusi síkvidéki és hegyi esőerdők. Vonuló faj.

## Megjelenése
Testhossza 12 centiméter.

## Életmódja
Ízeltlábúakkal és apró bogyókkal táplálkozik.

## Természetvédelmi helyzete
Az elterjedési területe rendkívül nagy, egyedszáma pedig stabil. A Természetvédelmi Világszövetség Vörös listáján nem fenyegetett fajként szerepel.